# Agylla brunneostriata
Agylla brunneostriata là một loài bướm đêm thuộc phân họ Arctiinae, họ Erebidae.